# Interstate 22
Interstate 22 (I-22) é uma rodovia interestadual com uma extensão de 325,44 km (202,22 milhas) nos estados norte-americanos do Mississippi e Alabama, ligando a I-269 perto de Byhalia, Mississippi, à I-65 perto de Birmingham, Alabama. A I-22 é também o Corredor X da Appalachian Development Highway System (ADHS). Designada em 2012, a I-22 segue a rota da antiga U.S. Route 78 (US 78) e é concorrente da rota em todas as suas 18 km (11 milhas), exceto na parte oriental. A rodovia atravessa principalmente zonas rurais e passa por várias pequenas cidades ao longo do seu percurso, incluindo Fulton, Tupelo, New Albany e Holly Springs no Mississippi e Jasper, Winfield e Hamilton no Alabama.
A I-22 foi melhorada de acordo com as normas da Interstate Highway para colmatar uma lacuna no sistema da Interstate Highway, permitindo ligações mais diretas entre as cidades do sudeste e as cidades da parte central do país. A I-22 liga indiretamente a I-240, a I-40, a I-55 e a I-69 na Região Metropolitana de Memphis através da US 78 e da I-269, e liga indiretamente a I-459, a I-20 e a I-59 na Região Metropolitana de Birmingham através da I-65.